# Odden Kirke

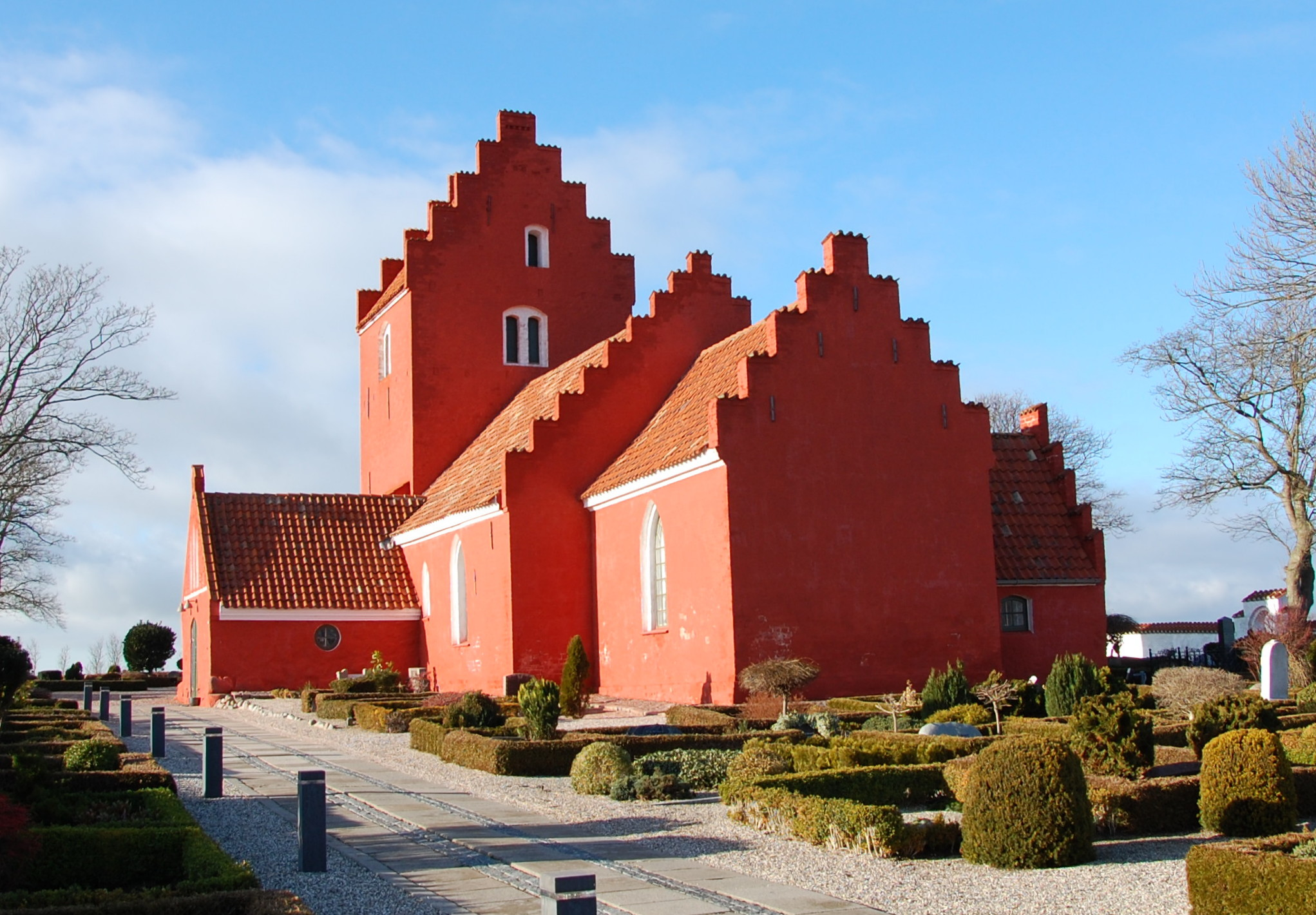
Odden Kirke

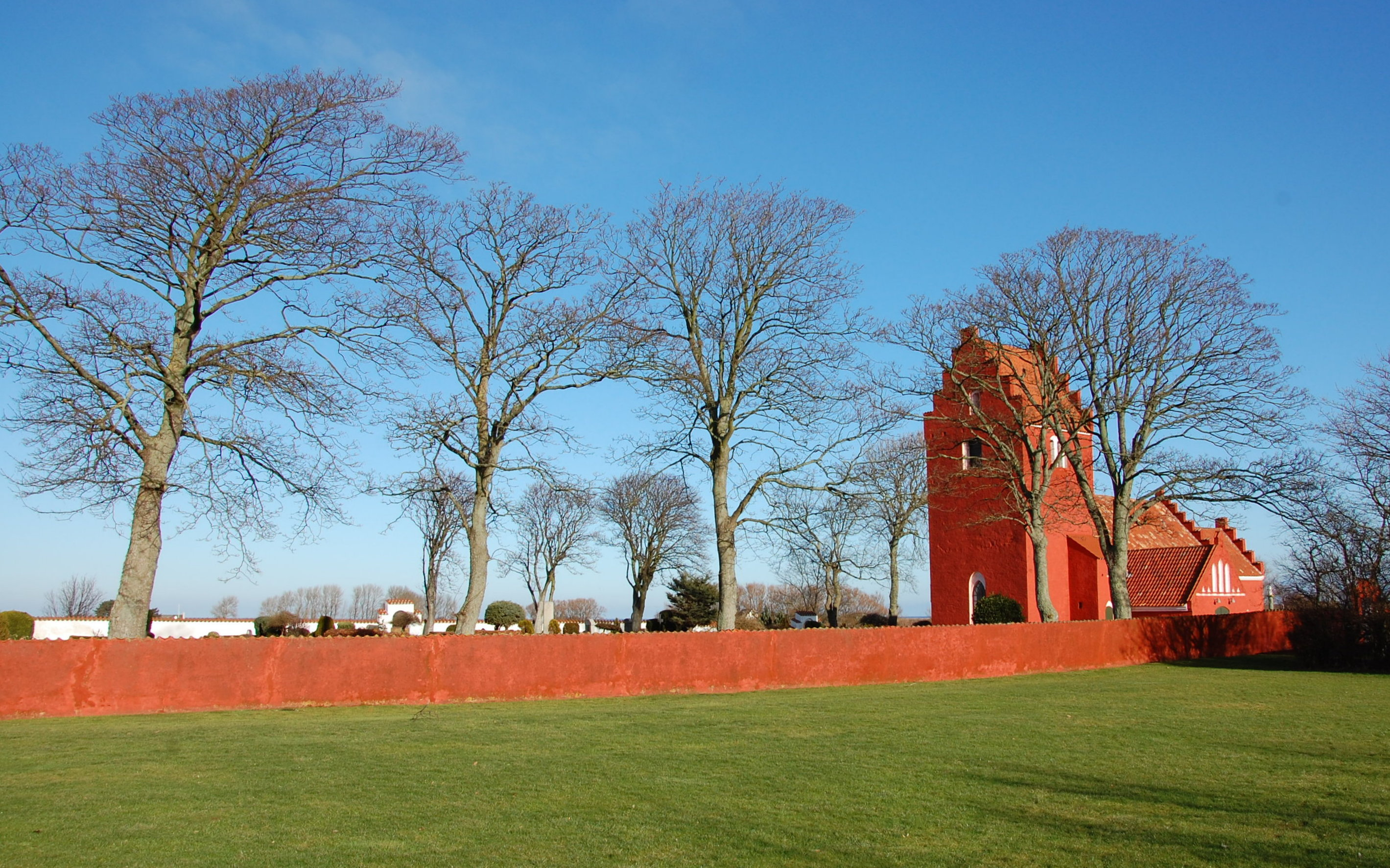
Blick auf die Kirche vom Lapidarium aus Südwesten

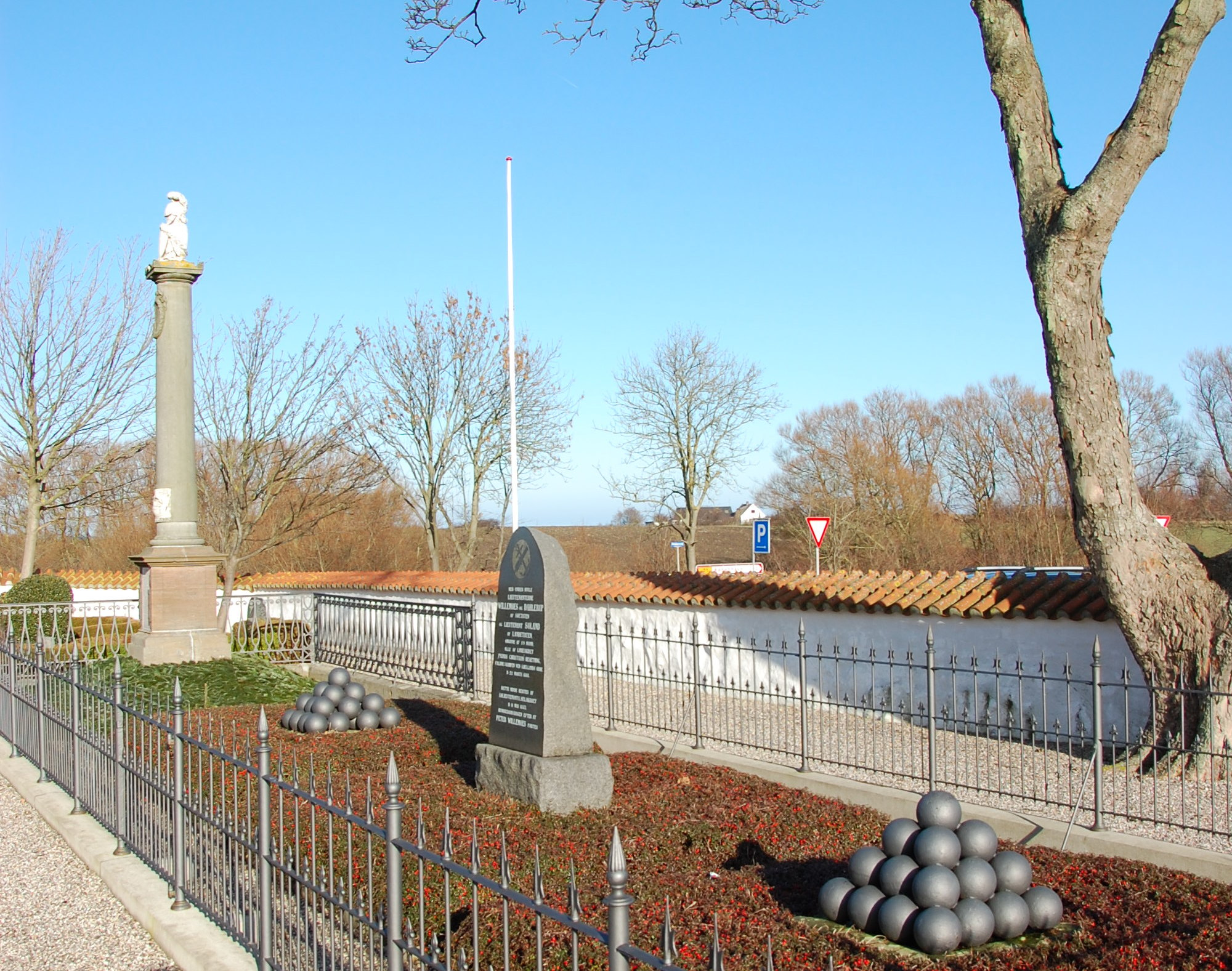
Grabstätte Peter Willemoes

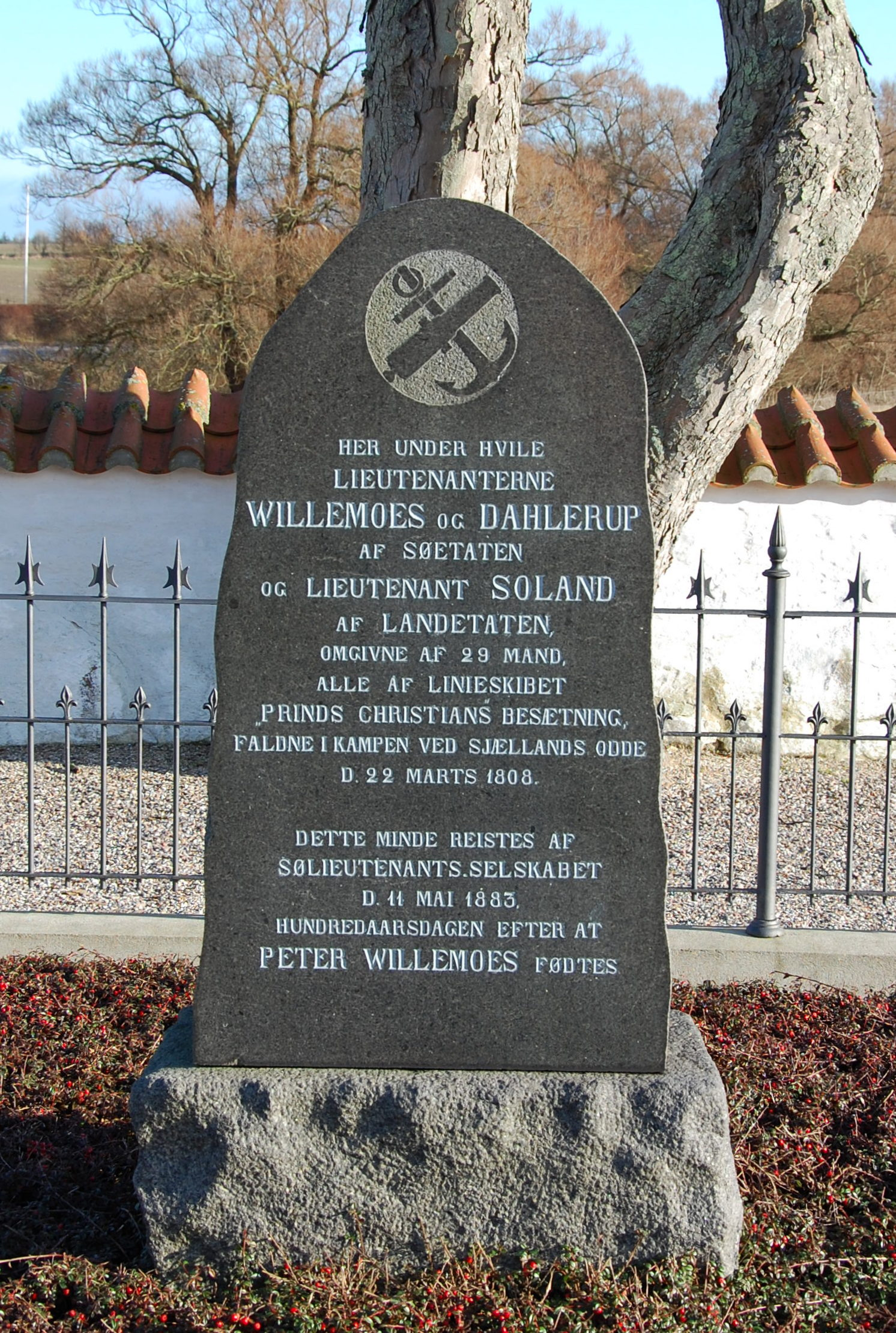
Grabstein Willemoes

Die Odden Kirke ist eine Kirche der Dänischen Volkskirche auf der dänischen Halbinsel Sjællands Odde. Sie liegt in der Kirchspielsgemeinde Odden Sogn am Dorf Overby in der Gemeinde Odsherred Kommune.

## Architektur und Geschichte
Sie entstand in der Zeit der Wende vom 14. zum 15. Jahrhundert und wurde ursprünglich als Odbye Kirche oder Odboe Kirche bezeichnet. Zuvor bestand bereits eine Kapelle im Bereich des etwas weiter nordwestlich gelegenen heutigen Havnebyen. Die wohlhabenderen Bauern Overbys setzten sich dann für den Bau einer eigenen Kirche ein. Auffallend ist ihre kräftige rote Farbgebung, die seit 1874 besteht. Es wird angenommen, dass sie auch als Seezeichen diente.

## Innenausgestaltung

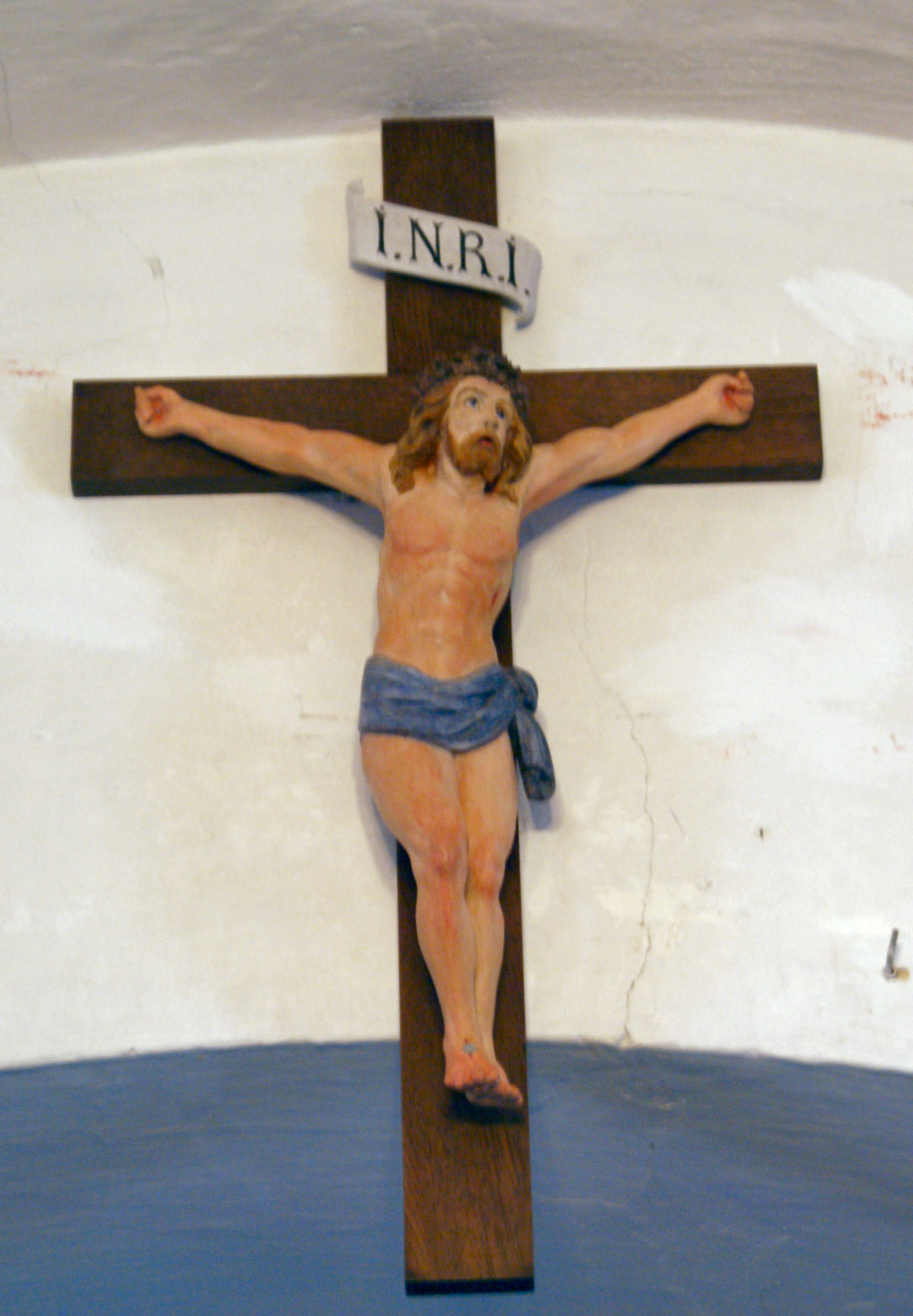
Kruzifix

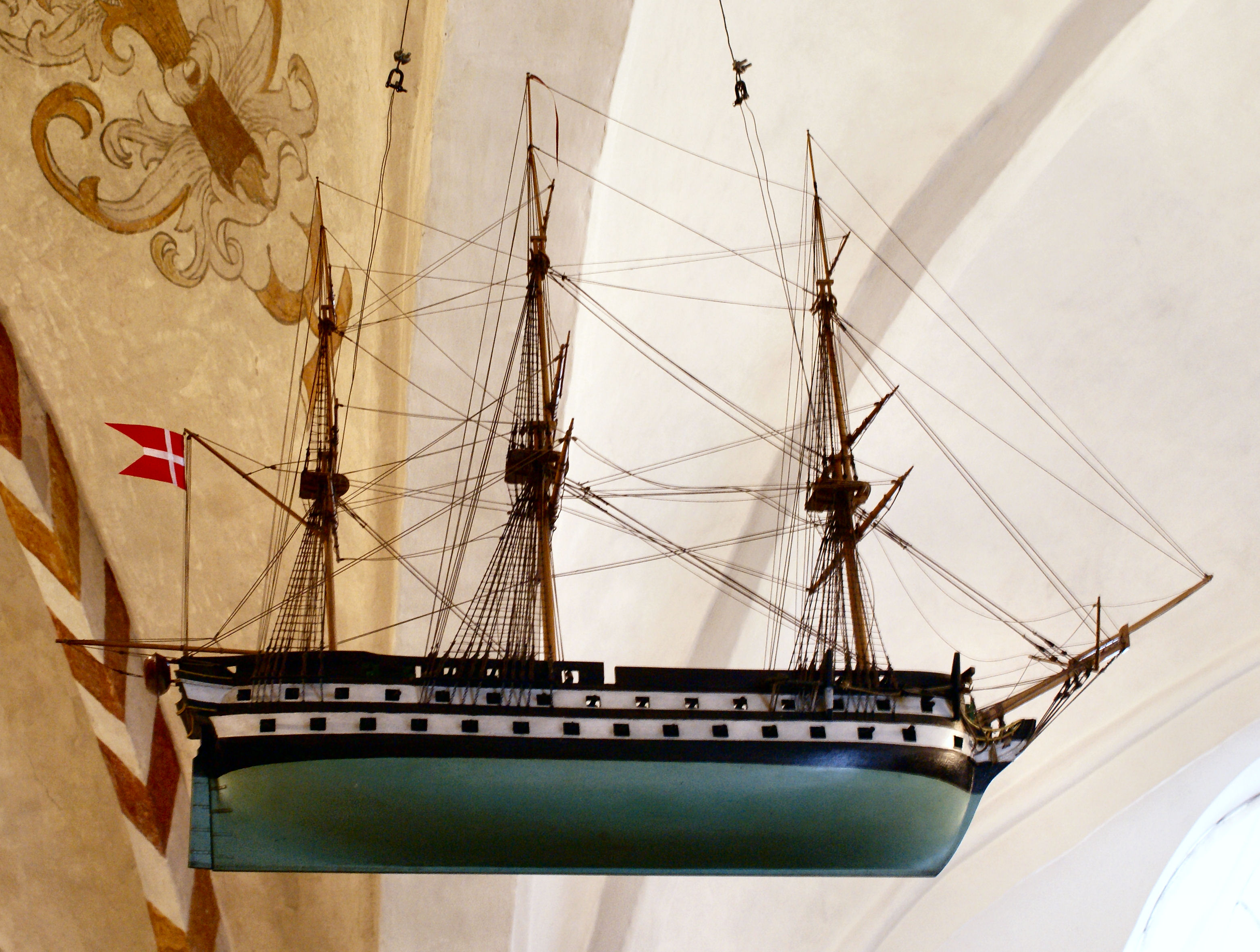
Schiffsmodell

Die Kanzel stammt aus dem Jahr 1821 und trägt eine Zeile eines Gedichts Kleines Kind, was schadet dir? des Theologen Nikolai Frederik Severin Grundtvig, dessen Vater von 1766 bis 1776 Pfarrer an der Kirche war. Es gibt auch die Behauptung, dass ein älterer Bruder Grundtvigs unterhalb der Kanzel beigesetzt sei.
Aus dem Jahr 1632 stammt das auf Holz gemalte Altarbild. An der Spitze befindet sich ein für den König Christian den Vierten stehendes Monogramm. Unterhalb befindet sich eine Darstellung des aufsteigenden Christus Ich bin die Auferstehung und das Leben. Im Mittelteil wird die Kreuzigung gezeigt. Unterhalb der Kreuzigung befindet sich ein Schädel, der Golgata symbolisiert und mit dem Satz Wer an mich glaubt, der wird leben, ob er gleich stürbe versehen ist. Zu den Seiten befinden sich die Jungfrau Maria und der junge Johannes. Eine weitere Darstellung zeigt Johannes den Täufer mit dem Lamm. Moses mit den zehn Geboten ist auf der anderen Seite abgebildet. Der Altar wird von den auf dem Schloss Dragsholm ansässigen Familien Daa und Parsberger.
Vom zweiteiligen Taufbecken der Kirche wird angenommen, dass der untere Teil ursprünglich aus der alten Kapelle stammt und dort als Weihbecken diente.
Im Inneren der Kirche ist weiterhin ein aus dem 14. Jahrhundert stammendes Kruzifix erwähnenswert, welches sich im Untergeschoss des Turms befindet. Dem Kruzifix gegenüber hängt das seit 1878 zur Kirche gehörende Gemälde Christus im Gebet in Getsemane welches der Maler Ziegler in Rom schuf.
Die ältere der zwei im Turm befindlichen Glocken stammt aus dem 15. Jahrhundert. Die jüngere, größere entstand 1599 und zeigt das Wappen Arild Huitfeldts. Der Reichskanzler und Historiker war zu diesem Zeitpunkt Lehnsherr auf Schloss Dragsholm. Eine Inschrift verkündet, dass sein vertrauter Schreiber Claus Mortensen die Glocke auf Kosten der Kirche gießen ließ.
Eine Gedächtnistafel erinnert an eine Pfarrerstochter, die 1759 im Wochenbett gestorben war.

## Friedhof
Auf dem die Kirche umgebenden Friedhof befindet sich das Grabmal für den hier beigesetzten dänischen Leutnant Peter Willemoes, dessen Schiff Prinds Kristian am 22. März 1808 vor der Küste der Halbinsel von britischer Seite versenkt wurde, wobei insgesamt 71 Dänen umkamen. Das Denkmal ist mit einem Gedicht Grundtvigs versehen. Im Kircheninneren erinnert ein 1914 geschaffenes Modell des Schiffs an die Ereignisse. Möglicherweise wurde das Modell aus einer Planke des Wracks gefertigt. Im Kirchenvorraum befinden sich Tafeln aus Eichenholz, auf denen die Namen der Gefallenen der Seeschlacht verzeichnet sind.
Darüber hinaus steht auf dem Friedhof ein Denkmal für drei britische Piloten, die 1944 während des Zweiten Weltkriegs über der südlich der Kirche gelegenen Sejerø-Bucht abgeschossen wurden.